# Мисс Казахстан 2013
Мисс Казахстан 2013 (каз. Мисс Қазақстан 2013) — 17-й национальный конкурс красоты, прошедший 5 декабря 2013 года, в Алматы. Победительница конкурса стала представительница города Алматы — Айдай Исаева.

## Проведение конкурса
Конкурс проходил под девизом «Красота во имя цели».
Перед началом конкурса, конкурсантки посетили Благотворительный бал "Алтын журек!", товарищеский матч по мини-футболу со сборной журналисток города Алматы, автопробег, а также акцию в поддержку проведения зимней Универсиады в Алматы в 2017 году. Приняли участие во флэшмобе «Алматы — чистый город», а 1 декабря, в День первого президента девушки посетили алматинский роддом №2. Кроме того, участницы конкурса поддержали акцию по сохранению хвойных деревьев и посадили Тянь-шанские ели. Не осталось без внимания самых красивых девушек страны и церемония зажжения «Главной новогодней ёлки».
В качестве специальных гостей церемонию посетили певец Алмаз Кишкенбаев, этно-группа Тенгри, певец Айкын, группа Джуниорс, певица Луина, королева классической сцены Гаухар Мурзабекова и триумфальная «Камерата Казахстана».
Главным режиссером проекта выступил Арман Карабаев, постановкой всех дефиле и торжественной коронации занималась Наталья Тинникова, официальный хореограф — Александр Гребенник, арт-директор — Алексей Чжен, главный стилист — Виктория Станевич, официальный фотограф — Данил Олейник.
Победительница главного конкурса красоты в стране заключит контракт с организаторами «Мисс Казахстан», по которому обязуется в течение года посещать благотворительные и социальные акции, станет послом Универсиады-2017, примет участие в качестве дебютантки на благотворительном балу, а также представит Казахстан на «Мисс Мира 2014».

## Жюри
Состав жюри:
- Санжар Бокаев, глава Управления по молодёжной политике Алматы, председатель жюри;[8]
- Ермек Аманшаев, президент киностудии "Казахфильм";[3][6][4][1][2]
- Куралай Нуркадилова, дизайнер;[3][6][4][1][2]
- Арманжан Байтасов, бизнесмен;[3][6][4][1][2]
- Тимур Куватов;[3][4][1][2]
- Александр Орлов;[3][4][1][2]
- Данил Олейник, фотограф;[4][2]
- Айгуль Мукей;[3][4][1][2]
- Совет Сеитов,[3][6] директор государственного Фонда молодёжной политики;[4][1][2]
- Серик Акишев, телеведущий.[3][6][4][1][2]
- Нурлан Алимжанов;[3]
- Карлыгаш Мухамеджанова;[3]
- Максим Акбаров;[3]

## Итоговый результат
Итоговый результат:
| Титул               | Участница        |
| ------------------- | ---------------- |
| Мисс Казахстан 2013 | Айдай Исаева     |
| 1-я Вице Мисс       | Лаура Шамгунова  |
| 2-я Вице Мисс       | Вера Душина      |
| 3-я Вице Мисс       | Диана Кенесова   |
| 4-я Вице Мисс       | Алем Маканбекова |

## Участницы
Список участниц:
| Имя                 | Возраст* | Место               | Город            | Примечание                                             |
| ------------------- | -------- | ------------------- | ---------------- | ------------------------------------------------------ |
| Айдай Исаева        | 24       | Мисс Казахстан 2014 | Алматы           |                                                        |
| Адиля Туржанова     | 17       |                     |                  |                                                        |
| Айдана Елемесова    | 18       |                     | Актау            |                                                        |
| Айгерим Узембаева   | 23       |                     | Алматы           |                                                        |
| Айгерим Смагулова   | 19       |                     | Астана           | Заменила Динару Жакашбаеву                             |
| Айгерим Альбекова   | 18       |                     | Павлодар         |                                                        |
| Айгерим Шогалова    | 19       |                     | Талдыкорган      |                                                        |
| Алем Маканбекова    | 18       | 4-я Вице Мисс       | Семей            |                                                        |
| Альбина Федорова    | 22       |                     | Алматы           |                                                        |
| Асель Спабекова     | 21       |                     | Алматы           |                                                        |
| Асем Избасканова    | 21       |                     | Шымкент          |                                                        |
| Вера Душина         | 20 / 21  | 2-я Вице Мисс       |                  |                                                        |
| Диана Кенесова      | 18       | 3-я Вице Мисс       | Караганда        |                                                        |
| Камиля Омирзакова   | 17       |                     | Костанай         |                                                        |
| Лаура Шамгунова     | 18       | 1-я Вице Мисс       | Кокшетау         |                                                        |
| Диана Хусаинова     | 16 / 15  |                     |                  |                                                        |
| Махаббат Такишева   | 22       |                     | Уральск          |                                                        |
| Милана Жумагалиева  | 17       |                     |                  |                                                        |
| Галия Шаймухамедова | 22       |                     |                  | Имеется вариант фамилии через букву «т», Шаймухаметова |
| Назерке Файзуллина  | 16       |                     | Атырау           |                                                        |
| Нургуль Салимова    | 21 / 22  |                     | Актобе           |                                                        |
| Сабина Оразбаева    | 16 / 17  |                     | Усть-Каменогорск |                                                        |
| Асель Туржанова     | 21 / 22  |                     |                  | Заменила Руслану Терешен                               |
| Юлия Лукина         | 21       |                     |                  |                                                        |
| Яна Шик             | 17       |                     |                  |                                                        |

- На момент участия в конкурсе

## Замена участниц
- За две недели до финала организаторы заменили двух участниц. Так как результаты конкурса «Мисс Астана-2013» были аннулированы, в силу того, что конкурс, по словам организаторов столичный конкурс был проведен не на должном уровне. Обладательнице титула «Мисс Астана» Динаре Жакашбаевой и «I вице-мисс» Руслане Терешене было отказано в участии в «Мисс Казахстан 2013». Вместо них на конкурс отправились 19-летняя Айгерим Смагулова и 21-летняя Асель Туржанова.[12][13]
- К участию в конкурсе были не допущены «Мисс Тараз» и «Мисс Кызылорда», так как региональные конкурсы проведены были не по правилам.[2][3]
- Мадина Давлетова, была заявлена в составе участниц[21][4], но по неизвестным причинам не принимала участие в конкурсе красоты.[1][22][3][16]